# The Life Pursuit
The Life Pursuit es el séptimo álbum de estudio la banda escocesa de música pop, Belle and Sebastian. 

## Producción
Grabado en Los Ángeles bajo la producción Tony Hoffer y publicado en febrero de 2006, tras casi tres años desde el lanzamiento de su último álbum de estudio. En todo este tiempo la banda había acumulado material suficiente como para producir un álbum doble, contando con 18 temas que finalmente quedaron en 13. En The Life Pursuit, Belle and Sebastian exploran con acierto diferentes géneros musicales, desde el Soul al Glam Rock, dando lugar a una fusión de estilos que produjo algunos de sus temas más emblemáticos. “Another Sunny Day”, “Funny Little Frog” o “To Be Myself Completely” pasaron rápidamente a formar parte del repertorio fundamental de la banda.

## Recepción
El álbum se convirtió en al mayor de ventas de la banda, alcanzando el puesto número 8 en el UK Album Chart y el 65 en el Billboard 200 de Estados Unidos. El sencillo "Funny Little Frog" alcanzó el top 20 en las listas de éxitos británicas en enero de 2006, el puesto más alto alcanzado por la banda hasta el momento. "The Blues Are Still Blue" y "White Collar Boy" fueron lanzados también como sencillos, entrando ambos en el top 50 británico. En 2009, Pitchfork Media incluyó a The Life Pursuit en la posición 86 de la lista de los 100 mejores álbumes de la década.
| Lista (2006)                        | Mejor posición |
| ----------------------------------- | -------------- |
| Australia (ARIA)                    | 45             |
| Austria (Ö3 Austria)                | 56             |
| Bélgica (Ultratop flamenca)         | 41             |
| Bélgica (Ultratop valona)           | 86             |
| Canadá (Billboard Canadian Albums)  | 47             |
| Países Bajos (Album Top 100)        | 32             |
| Finlandia (Suomen Virallinen Lista) | 25             |
| Francia (SNEP)                      | 72             |
| Alemania (Media Control Charts)     | 35             |
| Italia (FIMI)                       | 56             |
| Noruega (VG-lista)                  | 16             |
| España (PROMUSICAE)                 | 46             |
| Suecia (Sverigetopplistan)          | 20             |
| Suiza (Schweizer Hitparade)         | 56             |
| Reino Unido (UK Albums Chart)       | 8              |
| Estados Unidos (Billboard 200)      | 65             |

## Lista de canciones
| N.º | Título                          | Duración |  |
| 1.  | «Act of the Apostle»            | 2:55     |  |
| 2.  | «Another Sunny Day»             | 4:04     |  |
| 3.  | «White Collar Boy»              | 3:20     |  |
| 4.  | «The Blues Are Still Blue»      | 4:08     |  |
| 5.  | «Dress Up in You»               | 4:23     |  |
| 6.  | «Sukie in the Graveyard»        | 3:00     |  |
| 7.  | «We Are the Sleepyheads»        | 3:33     |  |
| 8.  | «Song for Sunshine»             | 4:06     |  |
| 9.  | «Funny Little Frog»             | 3:08     |  |
| 10. | «To Be Myself Completely»       | 3:17     |  |
| 11. | «Act of the Apostle II»         | 4:20     |  |
| 12. | «For the Price of a Cup of Tea» | 3:19     |  |
| 13. | «Mornington Crescent»           | 5:40     |  |